# Rhabdomastix (Rhabdomastix) caparaoensis
Rhabdomastix (Rhabdomastix) caparaoensis is een tweevleugelige uit de familie steltmuggen (Limoniidae). De soort komt voor in het Neotropisch gebied.